# Río Pircas Coloradas
El río Pircas Coloradas es un curso natural de agua que nace en la cordillera de los Andes de la Región de Atacama, fluye con dirección general SO y desemboca en la margen oriental del río Vizcachas de Pulido.

## Trayecto
El río Pircas Coloradas nace en los falderos del cerro Caserones en la cordillera de los Andes con dirección general SO paralelo al río Plaza y desemboca en el río Vizcachas de Pulido

## Caudal y régimen
El informe de impacto ambiental del Proyecto Caserones midió caudales medios en los orígenes del río 7 l/s (máx. 37 l/s) y antes de la confluencia con el río Vizcachas de Pulido donde se midieron menos de 60 l/s.: 50 

## Historia
Luis Risopatrón lo describe brevemente en su Diccionario Jeográfico de Chile sobre el río:: 696 
Pircas Coloradas (Rio de). En sus nacimientos se encuentran veguitas i pircas que le dan el nombre, corre hacia el N W i afluye a la márjen E del curso superior del rio Puiido. 98, carta de San Román (1892); 99, p. 91; 118, p. 117; 134; i 156.